# Juliusz Janusz
Juliusz Janusz, né le 17 mars 1944 à Łyczana, est un prélat catholique polonais. Il est archevêque depuis 1995 et est un diplomate pour le Saint-Siège à la retraite.

## Biographie
Janusz naît le 17 mars 1944 à Łyczana dans le sud de la Pologne. Il est ordonné prêtre le 19 mars 1967 par Karol Józef Wojtyła. Il va ensuite à Rome pour compléter ses études et entre à l’académie pontificale ecclésiastique pour devenir diplomate.
En 1995, il est nommé archevêque titulaire de Caprulae (de) et missionné au Rwanda en tant que nonce apostolique. Il est consacré le 8 mai par le cardinal Sodano. En 1998, il est nommé nonce apostolique au Mozambique (en), puis nonce apostolique en Hongrie en 2003. En 2011, il est envoyé en Slovénie comme nonce apostolique et au Kosovo comme délégué apostolique (en). Il prend sa retraite en 2018.

## Succession apostolique
Juliusz Janusz a ordonné les évêques suivants :
- Archevêque Stanislav Zore, O.F.M. (2014)
- Archevêque Alojzij Cvikl, S.J. (2015)